# Ctenitis
Ctenitis, rod papratnica iz porodice rebračevki (Dryopteridaceae), kojemu pripada 144 priznatih vrsta iz tropske Amerike (preko 60), Indijskog oceana (39) i tropske Azije.

## Vrste
1. Ctenitis abyssi (Sehnem) Salino & P. O. Morais
2. Ctenitis aciculata (Baker) Ching
3. Ctenitis alteroblumei Holttum
4. Ctenitis analamazaotrensis (Rakotondr.) Hennequin & Rouhan
5. Ctenitis angusta Holttum
6. Ctenitis anniesii (Rosenst.) Copel.
7. Ctenitis apicalis (Baker) Ballard
8. Ctenitis arthrothrix (Hook.) Tardieu
9. Ctenitis aspidioides (C. Presl) Copel.
10. Ctenitis atrorubens Holttum
11. Ctenitis baulensis A. R. Sm.
12. Ctenitis biformis (Mett. ex Kuhn) Tardieu
13. Ctenitis bigarellae Schwartsb., Labiak & Salino
14. Ctenitis bivestita (Mett.) Tardieu
15. Ctenitis blepharochlamys (C. Chr.) Tardieu
16. Ctenitis boholensis Holttum
17. Ctenitis borbonica (Baker) Tardieu
18. Ctenitis brevipetiolulata Li Bing Zhang & Yi F. Duan
19. Ctenitis bullata A. R. Sm.
20. Ctenitis bullescens Rouhan, Li Bing Zhang & Yi F. Duan
21. Ctenitis bulusanica Holttum
22. Ctenitis calcicola M. Kato
23. Ctenitis cerea Li Bing Zhang & Yi F. Duan
24. Ctenitis cheilanthina (C. Chr.) C. V. Morton
25. Ctenitis chiapasensis (Christ) A. R. Sm.
26. Ctenitis chiriquiana (C. Chr.) Lellinger
27. Ctenitis christensenii R. S. Viveros & Salino
28. Ctenitis cirrhosa (Schum.) Ching
29. Ctenitis clathrata M. Kato
30. Ctenitis comorensis Li Bing Zhang & Yi F. Duan
31. Ctenitis coriacea M. Kato
32. Ctenitis crinigera (C. Chr.) Hennequin & Rouhan
33. Ctenitis crinita (Poir.) Ching
34. Ctenitis croftii Holttum
35. Ctenitis crystallina (Kunze) Proctor
36. Ctenitis cumingii Holttum
37. Ctenitis cyclochlamys (Fée) Holttum
38. Ctenitis decaryana (C. Chr.) Hennequin & Rouhan
39. Ctenitis decurrentipinnata (Ching) Tardieu & C. Chr.
40. Ctenitis deflexa (Kaulf.) Copel.
41. Ctenitis dentata Li Bing Zhang & Yi F. Duan
42. Ctenitis desvauxii (Mett. ex Kuhn) Tardieu
43. Ctenitis dianguiensis (W. M. Chu & H. G. Zhou) S. Y. Dong
44. Ctenitis dingnanensis Ching
45. Ctenitis distans (Brack.) Ching
46. Ctenitis dolphinensis Proctor
47. Ctenitis dumrongii Tagawa & K. Iwats.
48. Ctenitis eatonii (Baker) Ching
49. Ctenitis elata Holttum
50. Ctenitis equestris (Kunze) Ching
51. Ctenitis erinacea A. R. Sm.
52. Ctenitis eriocaulis (Fée) Alston
53. Ctenitis erythradenia Holttum
54. Ctenitis exaggerata (Baker) Ching
55. Ctenitis excelsa (Desv.) Proctor
56. Ctenitis falciculata (Raddi) Ching
57. Ctenitis fenestralis (C. Chr.) Copel.
58. Ctenitis fibrillosa (Baker) Li Bing Zhang & Yi F. Duan
59. Ctenitis fijiensis (Hook.) Copel.
60. Ctenitis flexuosa (Fée) Copel.
61. Ctenitis glandulosa R. S. Viveros & Salino
62. Ctenitis grisebachii (Baker) Ching
63. Ctenitis guidianensis H. G. Zhou & W. M. Chu
64. Ctenitis harrisii Proctor
65. Ctenitis hemsleyana (Baker ex Hemsl.) Copel.
66. Ctenitis hirta (Sw.) Ching
67. Ctenitis hispida (Kuhn) Li Bing Zhang & Yi F. Duan
68. Ctenitis humida (Cordem.) Holttum
69. Ctenitis humilis Holttum
70. Ctenitis interjecta (C. Chr.) Ching
71. Ctenitis iriomotensis (H. Itô) Nakaike
72. Ctenitis jinfoshanensis Ching & Z. Y. Liu
73. Ctenitis jouyana (Rakotondr.) Hennequin & Rouhan
74. Ctenitis kinabaluensis Holttum
75. Ctenitis kjellbergii (C. Chr. ex Kjellb. & C. Chr.) Ching
76. Ctenitis koordersii Holttum
77. Ctenitis laetevirens (Rosenst.) Salino & P. O. Morais
78. Ctenitis lanceolata (Baker) A. R. Sm.
79. Ctenitis latifrons (Brack.) Copel.
80. Ctenitis leonii A. Rojas
81. Ctenitis longivillosa Li Bing Zhang & Yi F. Duan
82. Ctenitis lorencei Holttum
83. Ctenitis madagascariensis Tardieu
84. Ctenitis magna (Baker) Tardieu
85. Ctenitis mannii (C. Hope) Ching
86. Ctenitis marginalisora Li Bing Zhang & Yi F. Duan
87. Ctenitis maritima (Cordem.) Tardieu
88. Ctenitis mayottensis Li Bing Zhang & Yi F. Duan
89. Ctenitis megalastriformis R. S. Viveros & Salino
90. Ctenitis melanochlamys (Fée) Ching
91. Ctenitis melanosticta (Kunze) Copel.
92. Ctenitis meridionalis (Poir.) Ching
93. Ctenitis mexicana A. R. Sm.
94. Ctenitis microchlaena (Fée) Stolze
95. Ctenitis microlepigera (Nakai) Ching
96. Ctenitis minutiloba Holttum
97. Ctenitis multilobata Li Bing Zhang, Yi F. Duan & Rouhan
98. Ctenitis muluensis Holttum
99. Ctenitis nemorosa (Willd.) Ching
100. Ctenitis nervata (Fée) R. S. Viveros & Salino
101. Ctenitis nigrovenia (Christ) Copel.
102. Ctenitis oophylla (C. Chr.) Ching
103. Ctenitis paleolata Copel.
104. Ctenitis pallatangana (Hook.) Ching
105. Ctenitis pallens (Brack.) M. G. Price
106. Ctenitis paranaensis (C. Chr.) Lellinger
107. Ctenitis parvula Proctor
108. Ctenitis pauciflora (Kaulf. ex Spreng.) Holttum
109. Ctenitis propinqua (J. Sm. ex C. Presl) Copel.
110. Ctenitis pseudorhodolepis Ching & Chu H. Wang
111. Ctenitis pulvinata (C. Chr.) Ching
112. Ctenitis rapensis (E. D. Br.) Holttum
113. Ctenitis refulgens (Klotzsch ex Mett.) Vareschi
114. Ctenitis reunionensis Hennequin, Li Bing Zhang & Yi F. Duan
115. Ctenitis salvinii (Baker) Stolze
116. Ctenitis samoensis (C. Chr.) Holttum
117. Ctenitis santae-clarae (C. Chr.) Ching
118. Ctenitis sciaphila (Maxon) Ching
119. Ctenitis seramensis Holttum
120. Ctenitis setosa (C. Presl) Holttum
121. Ctenitis sieberiana (Kaulf. ex Spreng.) Hennequin & Rouhan
122. Ctenitis silvatica Holttum
123. Ctenitis sinii (Ching) Ohwi
124. Ctenitis sloanei (Poepp. ex Spreng.) C. V. Morton
125. Ctenitis sparsa Li Bing Zhang & Yi F. Duan
126. Ctenitis spekei (Baker) Li Bing Zhang & Yi F. Duan
127. Ctenitis squamigera (Brack.) Copel.
128. Ctenitis strigilosa (Davenp.) Copel.
129. Ctenitis subconnexa (Christ) Holttum
130. Ctenitis subcrenulata (Baker) Li Bing Zhang, Rouhan & Yi F. Duan
131. Ctenitis subdryopteris (Christ) Lellinger
132. Ctenitis subglandulosa (Hance) Ching
133. Ctenitis submarginalis (Langsd. & Fisch.) Ching
134. Ctenitis subobscura (Christ) Holttum
135. Ctenitis sumbawensis Holttum
136. Ctenitis tabacifera (Alderw.) Ching
137. Ctenitis tardieu-blotiae Li Bing Zhang & Yi F. Duan
138. Ctenitis thwaitesii Holttum
139. Ctenitis truncicola (C. Chr.) Ching
140. Ctenitis ursina A. R. Sm.
141. Ctenitis velata (Kunze ex Mett.) R. M. Tryon & A. F. Tryon
142. Ctenitis vellea (Willd.) Proctor
143. Ctenitis vilis (Kunze) Ching
144. Ctenitis warburii (C. Chr.) Tardieu